# Grand Prix Niemiec 1935
Grand Prix Niemiec 1935 (oryg. VIII Großer Preis von Deutschland) – jeden z wyścigów Grand Prix rozegranych w 1935 roku oraz druga eliminacja Mistrzostw Europy AIACR.

## Lista startowa
Na niebieskim tle kierowcy, którzy nie wzięli udziału w kwalifikacjach, lecz współdzielili samochód w czasie wyścigu
| Nr | Kierowca                | Zespół                      | Samochód             | Silnik                |   |
| -- | ----------------------- | --------------------------- | -------------------- | --------------------- | - |
| 1  | Hans Stuck              | Auto Union AG               | Auto Union B         | Auto Union 5.6 V-16   | ? |
| 2  | Achille Varzi           | Auto Union AG               | Auto Union B         | Auto Union 5.6 V-16   | ? |
| 3  | Bernd Rosemeyer         | Auto Union AG               | Auto Union B         | Auto Union 5.6 V-16   | ? |
| 4  | Paul Pietsch            | Auto Union AG               | Auto Union B         | Auto Union 5.6 V-16   | ? |
| 5  | Rudolf Caracciola       | Daimler-Benz AG             | Mercedes-Benz W25    | Mercedes-Benz 4.0 S-8 | ? |
| 6  | Luigi Fagioli           | Daimler-Benz AG             | Mercedes-Benz W25    | Mercedes-Benz 4.0 S-8 | ? |
| 7  | Manfred von Brauchitsch | Daimler-Benz AG             | Mercedes-Benz W25    | Mercedes-Benz 4.0 S-8 | ? |
| 8  | Hanns Geier             | Daimler-Benz AG             | Mercedes-Benz W25A   | Mercedes-Benz 3.7 S-8 | ? |
| 9  | Hermann Lang            | Daimler-Benz AG             | Mercedes-Benz W25A   | Mercedes-Benz 3.7 S-8 | ? |
| 10 | Raymond Mays            | ERA                         | ERA B                | ERA 2.0 S-6           | ? |
| 10 | Ernst von Delius        | ERA                         | ERA B                | ERA 2.0 S-6           | ? |
| 11 | Renato Balestrero       | Gruppo Genovese San Giorgio | Alfa Romeo Tipo      | Alfa Romeo B/P3 2.9   | ? |
| 12 | Tazio Nuvolari          | Scuderia Ferrari            | Alfa Romeo Tipo B/P3 | Alfa Romeo 3.2 S-8    | ? |
| 14 | Louis Chiron            | Scuderia Ferrari            | Alfa Romeo Tipo B/P3 | Alfa Romeo 3.2 S-8    | ? |
| 15 | Antonio Brivio          | Scuderia Ferrari            | Alfa Romeo Tipo B/P3 | Alfa Romeo 3.2 S-8    | ? |
| 15 | René Dreyfus            | Scuderia Ferrari            | Alfa Romeo Tipo B/P3 | Alfa Romeo 3.2 S-8    | ? |
| 16 | Goffredo Zehender       | Scuderia Subalpina          | Maserati 6C-34       | Maserati 3.3 S-6      | ? |
| 17 | Philippe Étancelin      | Scuderia Subalpina          | Maserati 6C-34       | Maserati 3.3 S-6      | ? |
| 18 | Pietro Ghersi           | Scuderia Subalpina          | Maserati 8C          | Maserati 3.0 S-8      | ? |
| 19 | Ernst von Delius        | ERA                         | ERA B                | ERA 2.0 S-6           | ? |
| 20 | László Hartmann         | prywatny                    | Maserati 8CM         | Maserati 3.0 S-8      | ? |
| 21 | Hans Rüesch             | prywatny                    | Maserati 8CM         | Maserati 3.0 S-8      | ? |
| 22 | Luigi Soffietti         | prywatny                    | Maserati 8CM         | Maserati 3.0 S-8      | ? |
| 23 | Piero Taruffi           | Automobiles E. Bugatti      | Bugatti T59          | Bugatti 3.3 S-8       | ? |
| Nr | Kierowca                | Zespół                      | Samochód             | Silnik                |   |

## Wyniki

### Wyścig
Źródło: kolumbus.fi
| P                                                     | + / –     | Nr | Kierowca                      | Konstruktor   | Okr. | Czas / Strata   | Komentarz              |
| ----------------------------------------------------- | --------- | -- | ----------------------------- | ------------- | ---- | --------------- | ---------------------- |
| 1                                                     | 1         | 12 | Tazio Nuvolari                | Alfa Romeo    | 22   | 4h08:40,2       |                        |
| 2                                                     | 1         | 1  | Hans Stuck                    | Auto Union    | 22   | +1:28,2         |                        |
| 3                                                     | 4         | 5  | Rudolf Caracciola             | Mercedes-Benz | 22   | +2:23,1         |                        |
| 4                                                     | 8         | 3  | Bernd Rosemeyer               | Auto Union    | 22   | +4:10,8         |                        |
| 5                                                     | 1         | 7  | Manfred von Brauchitsch       | Mercedes-Benz | 22   | +5:27,2         |                        |
| 6                                                     | 5         | 6  | Luigi Fagioli                 | Mercedes-Benz | 22   | +7:18,1         |                        |
| 7                                                     | 13        | 8  | Hanns Geier                   | Mercedes-Benz | 21   | +1 okr          |                        |
| 8                                                     | 5         | 2  | Achille Varzi                 | Auto Union    | 21   | +1 okr          |                        |
| 9                                                     | 5         | 4  | Paul Pietsch                  | Auto Union    | 20   | +2 okr          |                        |
| 10                                                    | Bez zmian | 21 | Hans Rüesch                   | Maserati      | 20   | +2 okr          |                        |
| 11                                                    | 6         | 16 | Goffredo Zehender             | Maserati      | 19   | +3 okr          |                        |
| 12                                                    | 6         | 18 | Pietro Ghersi                 | Maserati      | 19   | +3 okr          |                        |
| Niesklasyfikowani                                     |           |    |                               |               |      |                 |                        |
|                                                       |           | 17 | Philippe Étancelin            | Maserati      | 18   | Silnik          |                        |
|                                                       |           | 9  | Hermann Lang                  | Mercedes-Benz | 15   | Silnik          |                        |
|                                                       |           | 10 | Raymond Mays Ernst von Delius | ERA           | 11   | Ciśnienie oleju | Samochód współdzielony |
|                                                       |           | 20 | László Hartmann               | Maserati      | 9    | Zapłon          |                        |
|                                                       |           | 14 | Louis Chiron                  | Alfa Romeo    | 5    | Dyferencjał     |                        |
|                                                       |           | 23 | Piero Taruffi                 | Bugatti       | 3    | Wypadek         |                        |
|                                                       |           | 15 | Antonio Brivio                | Alfa Romeo    | 1    | Dyferencjał     |                        |
|                                                       |           | 11 | Renato Balestrero             | Alfa Romeo    | 0    | Dyferencjał     |                        |
| Nie wystartowali / niedopuszczeni do ponownego startu |           |    |                               |               |      |                 |                        |
|                                                       |           | 15 | René Dreyfus                  | Alfa Romeo    |      |                 |                        |
|                                                       |           | 19 | Ernst von Delius              | ERA           |      |                 |                        |
|                                                       |           | 22 | Luigi Soffietti               | Maserati      |      |                 |                        |
| P                                                     | + / –     | Nr | Kierowca                      | Konstruktor   | Okr. | Czas / Strata   | Komentarz              |

### Najszybsze okrążenie
Źródło: teamdan.com
| Nr | Kierowca                | Konstruktor   | Czas    | Okr. |
| -- | ----------------------- | ------------- | ------- | ---- |
| 7  | Manfred von Brauchitsch | Mercedes-Benz | 10:32,0 |      |